# 小川尚信
小川尚信（おがわ　ひさのぶ、1988年7月4日）は、日本の俳優。
東京都出身。元スペースクラフトジュニア所属。
血液型はB型。東京都立上野高等学校卒業。現在、学習院大学経済学部在学中。身長183cm

## 人物
- 2000年デビュー。
- 2002年からはNHK教育テレビ『GO!GO!ボランティア』にレギュラー出演した。
- 現在は学習院大学経済学部に在学している。

## 雑学
- 憧れの有名人は赤西仁。
- 中学から始めた剣道では関東大会で優勝している。剣道三段。
- 父は演歌歌手の貴津章。本人も演歌が好きらしい。
- 大学ではサッカーのサークルに入っている。

## 出演

### テレビ
- こたえてちょーだい（2003年、フジテレビ）
- GO!GO!ボランティア(2002年〜2003年、NHK教育テレビ)
- PLAYROOM Ver.2リリーフランキーの13歳のいきざま(2001年、BSフジ)

### CM
- PS2 MAXIMO （2001年、カプコン）
- 任天堂64　カスタムロボV2 （2000年、任天堂）
- うまかっちゃん　（2000年、ハウス食品）

### 新聞・広告・ポスター
- セキュリティCheck&Chance （2002年、綜合警備保障）
- マクドナルド（2001年）

### 舞台
- エーチームグループプロデュース公演Vol3「Re-miniscence」（2009年5月6日 - 10日）